# ريتشارد بيفن هايز
ريتشارد بيفن هايز (بالإنجليزية: Richard B. Hays)‏ هو عالم عقيدة أمريكي، ولد في 4 مايو 1948.